# Ганецкий, Алексей Николаевич
Алексей Николаевич Ганецкий (1867 — 1904 или 1908) — русский офицер, доброволец англо-бурской войны, в которой участвовал на стороне буров. Заказчик современного здания Сандуновских бань. Современниками характеризовался как картёжник и волокита. 

## Биография
Родился 10 (22) января 1867 года в Сувалках в семье Николая Степановича Ганецкого. 
В 1892 году женился на Вере Ивановне Фирсановой, получив от неё полную доверенность на управление её купеческими делами и старые Сандуновские бани в собственность. Поступил в 1-ю гильдию московского купечества и начал заниматься лесной торговлей, которую Вера Ивановна унаследовала от отца. В 1894 году убедил жену построить новый комплекс Сандуновских бань, оборудовав его со всей возможной роскошью и на современном техническом уровне. Вскоре, однако, бросил дела и уехал с любовницей в Европу. Оскорблённая Вера Ивановна добилась развода и возврата своей недвижимости.
После развода с Фирсановой, продажи конного завода и банкротства участвовал добровольцем во Второй Англо-Бурской войне на стороне буров, был одним из командиров «Русского Корпуса» — иностранного подразделения численностью около ста человек. По отзывам собеседников, на войне сочетал страсть к пьянству с редкой отвагой в боях. Был ранен в бою.
После возвращения из Африки так и не остепенился. Скончался в Париже.